# 盧坦 (明朝)
盧坦（14世紀—15世紀），湖廣岳州府巴陵縣人，明朝政治人物。

## 生平
盧坦是永樂元年（1403年）的舉人，次年（1404年）聯捷進士，到七年（1409年）獲授南城知縣，為政剛果善決斷，判案流暢；當時福建的流寇入侵，他就率兵剿滅，不留任何餘黨，地方因此安寧，人民也佩服他的威惠，死後入祀鄉賢祠。

## 引用
1. 1 2  光緒《巴陵縣志·卷二十八·人物志一》：盧坦，永樂甲申進士，七年任南城縣知縣，剛果善斷，庶事畢集，時閩寇攻鄉邨，坦率兵勦捕，殄滅無遺，一時咸服其威惠。 《江西通志》引《明統一志》、丙寅《府志》，舊祀鄉賢
2. ↑  光緒《巴陵縣志·卷二十二·選舉志一》：（建文）四年壬午【永樂元年癸未】（舉人） 盧坦……（永樂）二年甲申（進士） 盧坦 題名碑錄作盧垣，同進士出身
3. ↑  光緖《湖南通志·卷一百七十·人物十一 明六》：盧坦，巴陵人，永樂甲申進士，知南城縣，剛果善斷，剖決無滯，時閩寇來掠，率兵勦捕之，縣境以安。 《江西通志》
4. ↑  光緖《江西通志·卷一百三十一·宦績錄十》：盧坦，湖廣巴陵人，永樂七年任南城知縣，剛果善斷，庶事畢集，時閩寇攻劫鄉邨，坦率兵勦捕，殄滅無遺，一時咸服其威惠。 《明統一志》
5. ↑  同治《南城縣志·卷六之六·名宦》：盧坦，巴陵人，永樂間知縣，剛果善斷，庶事畢集，時閩寇攻劫鄉村，坦率兵勦捕無遺，縣境翕然，服其恩惠。 《統一志》